# Jen Manion
Jen Manion est une historienne, auteure et professeure d'histoire, de sexualité et d'études genre à l'Amherst College. Manion est l'auteure de Female Husbands: A Trans History et de Liberty's Prisoners: Carceral Culture in Early America (en).

## Enfance et formation
Manion a grandi dans l'arrondissement de St.Clair, à l'extérieur de Pottsville, en Pennsylvanie,. Dans un essai de 2018 décrivant ses expériences d'enfance, Manion a écrit: « J'ai toujours été une guerrière du genre et une hors-la-loi du genre ».
Manion a obtenu un Bachelor of Arts en histoire à l'Université de Pennsylvanie et un doctorat en histoire à l'Université Rutgers,.

## Carrière
Manion a été professeure au département d'histoire du Connecticut College (en) pendant dix ans avant de devenir professeure associée à l'Amherst College en 2016,,. Jen Manion était également directrice fondatrice du Centre de ressources LGBTQ du Connecticut College,. En 2021, Manion est devenue professeure titulaire à Amherst et a reçu une maîtrise honorifique en arts.
En écrivant, Manion a déclaré : « Mes sujets me choisissent. En tant qu'historienne, ce sur quoi j'écris dépend des sources que j'ai trouvées. Mais je ne passe que du temps sur des choses qui ont une pertinence au-delà du monde de l'histoire académique - comme l'incarcération de masse ou la libération des transgenres - sinon, je ne pense pas que je fais le meilleur usage de mon temps et de mes ressources. ». En 2015, en tant que professeure agrégée d'histoire au Connecticut College, Manion a publié Liberty's Prisoners: Carceral Culture in Early America.
Dans une interview en 2016, à propos d'un projet de recherche et d'écriture en développement alors intitulé Born in the Wrong Time: Transgender Archives and the History of Possibility, 1770-1870, Manion déclare : « la plupart des documents concernant ces personnes n'étant pas rédigés par elles, alors j'essaie d'écrire sur elles d'une façon large et expansive qui crée un espace pour exprimer comment elles auraient pu vivre, comment elles se sont comprises et comment les autres les ont vues et traitées », et elle ajoute : « Ce projet porte en partie sur la question de la récupération d'archives, mais aussi sur la façon dont nous pensons et écrivons sur le passé ». Female Husbands: A Trans History a été publié par Cambridge University Press en 2020,,.

## Publications
- Taking Back the Academy! History of Activism, History as Activism, Routledge, 2004 (ISBN 9780415948104)
- Jen Manion, Liberty's Prisoners: Carceral Culture in Early America, University of Pennsylvania Press, 2015 (ISBN 9780812247572)
- Jen Manion, The Oxford Handbook of American Women's and Gender History, Oxford University Press, 2018 (ISBN 9780190222628, lire en ligne), « Transgender Representations, Identities, and Communities. »
- Jen Manion, Female Husbands: A Trans History, Cambridge University Press, 2020 (ISBN 9781108652834)

## Prix
- Prix du livre Mary Kelley 2016 par la Society for Historians of the Early American Republic (en)( Liberty's Prisoners: Carceral Culture in Early America )[3],[10].
- Prix du meilleur livre de la British Association for Victorian Studies 2020 ( Femmes maris : une histoire trans )
- Finaliste, Prix Lawrence W. Levine (en) 2021, Organization of American Historians pour Female Husbands: A Trans History.

## Distinctions
- 2018 élue membre de la Massachusetts Historical Society
- 2020 élue membre de l'American Antiquarian Society

## Vie privée
Manion a épousé Jessica Halem à Provincetown, Massachusetts en 2014.